# Transgressão marinha

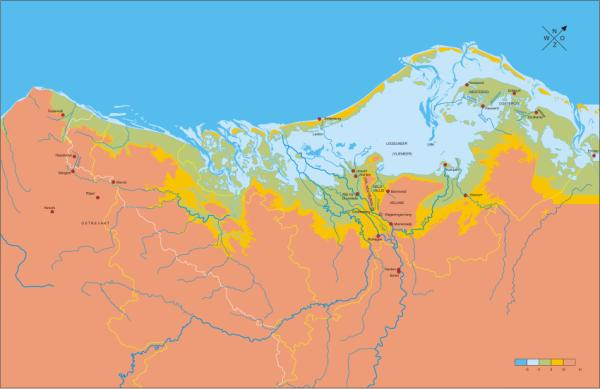
O mapa mostra a transgressão marinha na costa do Mar do Norte, na região da Frísia, entre 250 e 600 d.C., conhecida como a "transgressão Dunquerque II"

A transgressão marinha é um processo geológico em que o nível do mar sobe em relação ao solo e se move em direção à orla superior do solo, resultando em inundações. Em outras palavras significa que: é o avanço dos mares por sobre as terras emersas, gerando uma consequente elevação do nível do mar, associado também a um aumento da profundidade do mesmo. O oposto da transgressão marinha é a regressão marinha em que o nível do mar diminui em relação à terra e expõe fundo do mar anterior.
Transgressões e regressões podem ser causadas por eventos tectônicos, como epirogêneses, as alterações climáticas graves, como as eras glaciais ou ajustes isostáticos após a remoção do gelo ou a carga de sedimentos.
Durante o Cretáceo, houve uma expansão dos fundos oceânicos, criando um desbalanço entre as águas relativamente rasas da bacia do Atlântico quando comparada ao leito mais profundo da bacia do Pacífico. Isso reduziu a capacidade da bacia oceânica do mundo e causou um aumento do nível do mar no mundo inteiro. Como resultado deste aumento do nível do mar, o oceano transgrediu completamente toda a porção central da América do Norte e criou a Western Interior Seaway do Golfo do México ao oceano Ártico.
As mudanças de partes sedimentares são indicativos de transgressões e regressões e muitas vezes são facilmente identificados, em virtude das condições originais necessários para cada tipo de depósito de sedimentos.
Floresta submersa é um termo usado para descrever os restos de árvores (especialmente trocos de árvores) que foram submersos pela transgressão marinha. Exemplos podem ser encontrados na maré baixa em torno da costa da Inglaterra e Gales, e ao largo da costa da Dinamarca. Estes têm sido geralmente enterrados na lama, turfa ou areia para vários milhares de anos antes de ser descoberto pela mudança do nível do mar e da erosão.

## Causas
Pode ser causado por fatores diversos, como por exemplo o abatimento de algumas regiões ou pelo derretimento de grandes extensões da calota polar. É o contrário de regressão marinha.
Pode-se dizer, segundo estudos climatológicos, geológicos, oceanográficos e biogeográficos que desde a existência do planeta Terra ocorrem as transgressões e regressões. Mas as regressões que mais se destacam são  as do período de colisões meteoríticas e glaciações da Terra. A primeira pela transformação espacial, como a mudança do eixo de rotação e as condições climáticas, assim como a transformação da estrutura continental, e a segunda pelo efeito de congelamento das águas do oceano e a formação de canais de ligação inter-continentais.
Atualmente, com o aquecimento global e o derretimento das geleiras estamos presenciando a expansão gradativa dos oceanos (transgressão) e o futuro desaparecimento de terra nas camadas continentais.